# 横殖短腺吸虫
横殖短腺吸虫（学名：Brachylecithum transversogenitalis）为双腔科短腺属的动物。分布于高加索地区、塔吉克斯坦以及中国大陆的海南等地，营寄生生活，宿主普通夜鹰、欧夜鹰、红颈夜鹰、环颈雉、雉、灰沙燕以及Hedymela atricapilla等的肝脏与胆囊。